# Fredevald
Fredevald (též Pustý zámek, německy Fredewald nebo Wüstes Schloß) je zřícenina hradu na severu České republiky v Lužických horách asi 3 km východně od České Kamenice. Pozůstatky hradu jsou chráněny jako kulturní památka.

## Historie

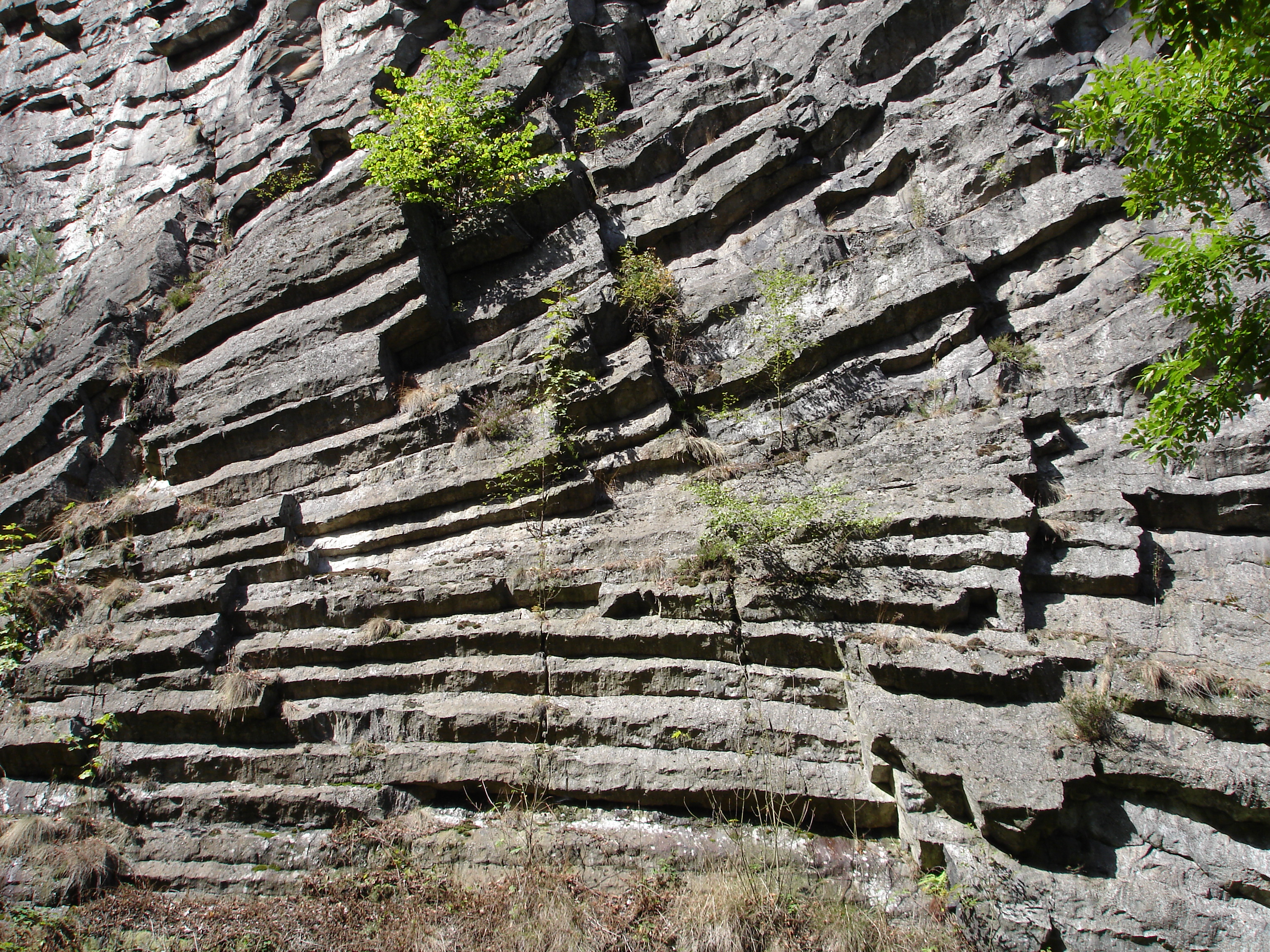
Znělcové sloupce skalní stěny Pustého zámku jsou ve spodní části skály uloženy téměř vodorovně, směrem vzhůru pak vytvářejí mohutný vějíř.

Hrad pravděpodobně postavili Michalovicové ve druhé polovině 14. století. Poprvé byl doložen roku 1406, kdy patřil Hynkovi Berkovi z Dubé na Hehensteinu a na hradu měl hejtmana Zikmunda ze Slibovic. Hrad byl vystavěn na mohutném skalním masívu nad údolím říčky Kamenice) na ochranu nedaleké obchodní cesty. Ve 30. letech 15. století z hradu opakovaně napadal lužická města Mikeš Pancíř ze Smojna. Tato aktivita, v níž pokračovali další majitelé hradu (v roce 1428 jej i s panstvím koupil Zikmund z Vartenberka od Jindřicha Berky), nezůstala bez odezvy a vojska lužických měst hrad nakonec opakovaně dobyla a v roce 1440 poničila. Od konce 15. století byl hrad pustý. Jeho funkci nahradil nový Kamenický hrad na Zámeckém vrchu. Louky u Fredevaldu byly uváděny ve výkazech města Kamenice v letech 1570–1574, hrad zmiňován už nebyl.
Koncem 19. století byla k hradu zřízena přístupová stezka a na vrcholu hradu byla upravena v roce 1890 českokamenickým Horským spolkem vyhlídková plošina.
Fredevald je součástí přírodní památky Pustý zámek vyhlášené v roce 1963 ONV Česká Lípa.